# Ilaló
L'Ilaló és un volcà extint de la Serralada Oriental de l'Equador. El seu cim es troba a menys de 10 km al sud-est de Quito s'alça fins als 3.185 msnm. La darrera erupció va tenir lloc durant el Plistocè.